# 伊藤匡史
伊藤 匡史（いとう ただふみ、1971年 - ）は、日本の映画監督、脚本家。

## 来歴
1971年、東京都出身。私立市川高等学校卒。松竹京都撮影所で小道具助手などを経て、93年松竹大船撮影所に契約入社。94年以降フリー。『男はつらいよ』シリーズをはじめとする山田洋次監督作品、森﨑東監督作品等の助監督を務め、99年大船撮影所に入社。撮影所閉鎖にともない現在は松竹に所属。

## 主な作品

### 映画
- 楳図かずお恐怖劇場　絶食（2005年）監督
- カラスの親指（2012年）（原作・道尾秀介）監督・脚本

### ドラマ
- 隠れ菊（2016年9月- 、NHK BSプレミアム）（原作・連城三紀彦）演出